# Trachelospermum bodinieri
Trachelospermum bodinieri är en oleanderväxtart som först beskrevs av H. Lév., och fick sitt nu gällande namn av Robert Everard Woodson. Trachelospermum bodinieri ingår i släktet Trachelospermum och familjen oleanderväxter. Inga underarter finns listade i Catalogue of Life.